# Обрак

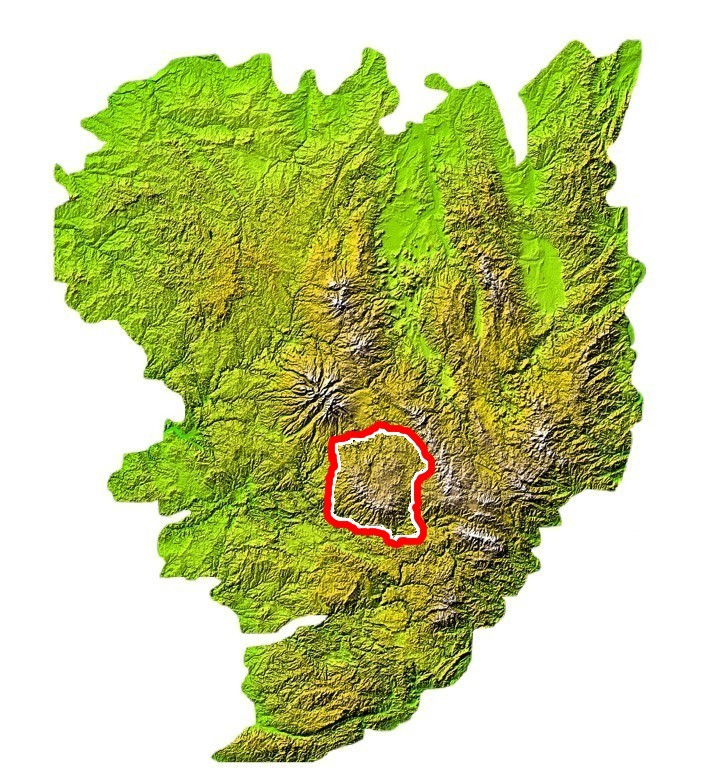
Обрак на карте Центрального массива.

Обрак (фр. Aubrac) — плато в центре Франции.
Территория площадью около 1,5 тыс. км² к югу от массива Канталь, расположенная в трёх департаментах — Аверон, Канталь и Лозер. Своё название плато получило по коммуне Сен-Шели-д’Обрак в исторической области Карладес.
Обрак расположен в самом центре Центрального массива. Высота — до 1469 м (Майэбьо (фр.)). Климат из-за высотности холоднее, чем в Центральной Франции. На плато находятся ледниковые озёра, торфяные луга с разбросанными валунами, местами произрастают широколиственные леса.
Территория Обрака используется под пастбища, известна одноимённой мясной породой коров. Другая визитная карточка местности — лайоль, неварёный прессованный сыр из коровьего молока.
Обрак сложен гранитами, имеет вулканическое происхождение, хотя последнее извержение датируется 6-7 млн лет назад. Плато резко, примерно на 1000 м, снижается к долине реки Ло.

## Галерея

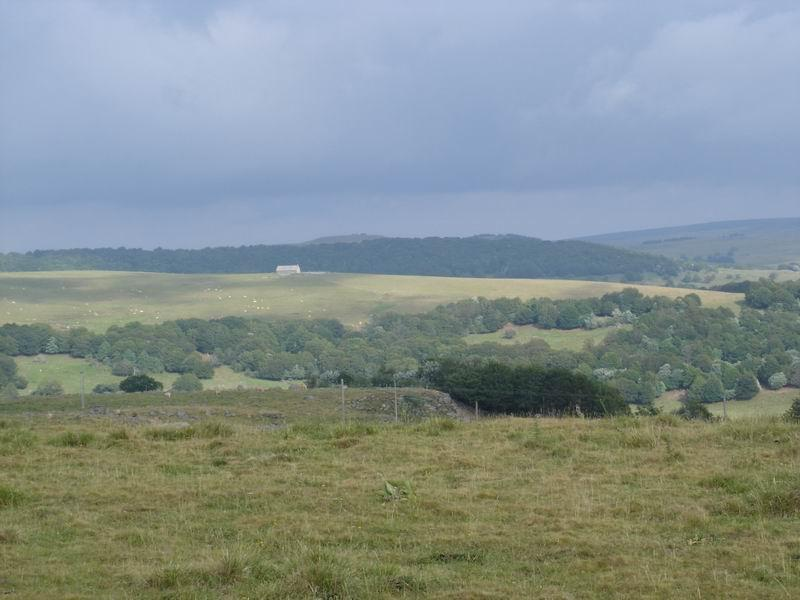
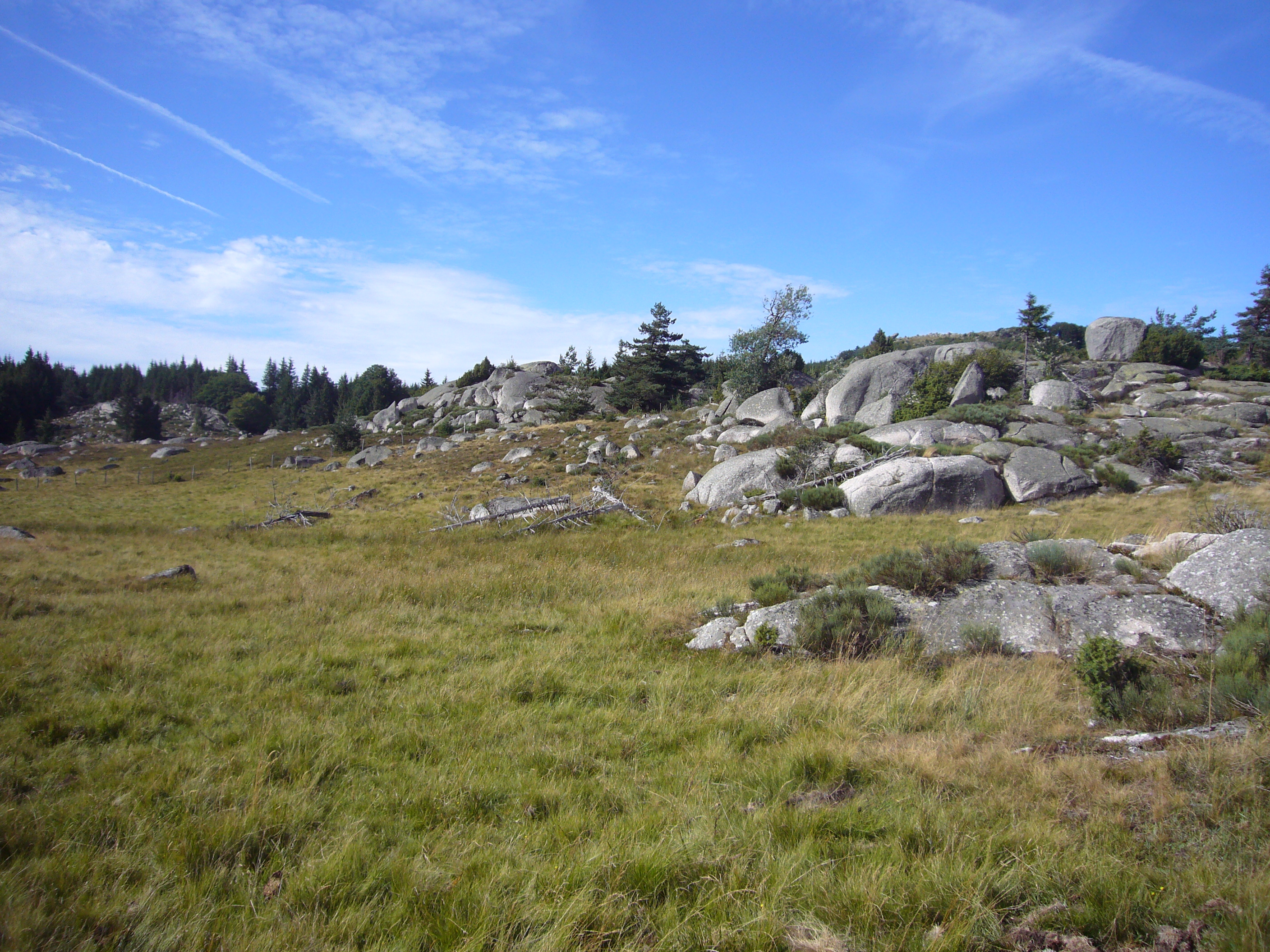
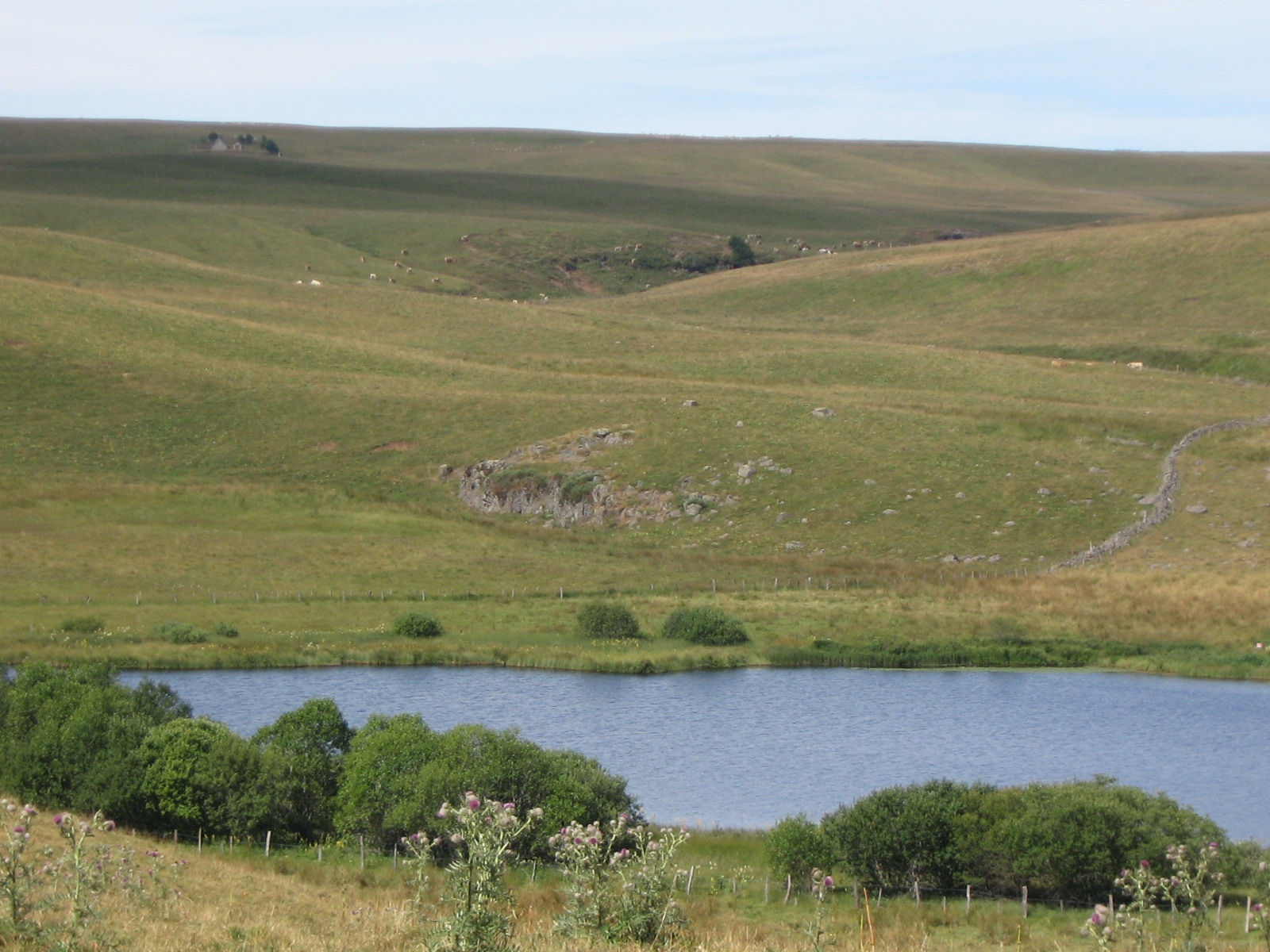
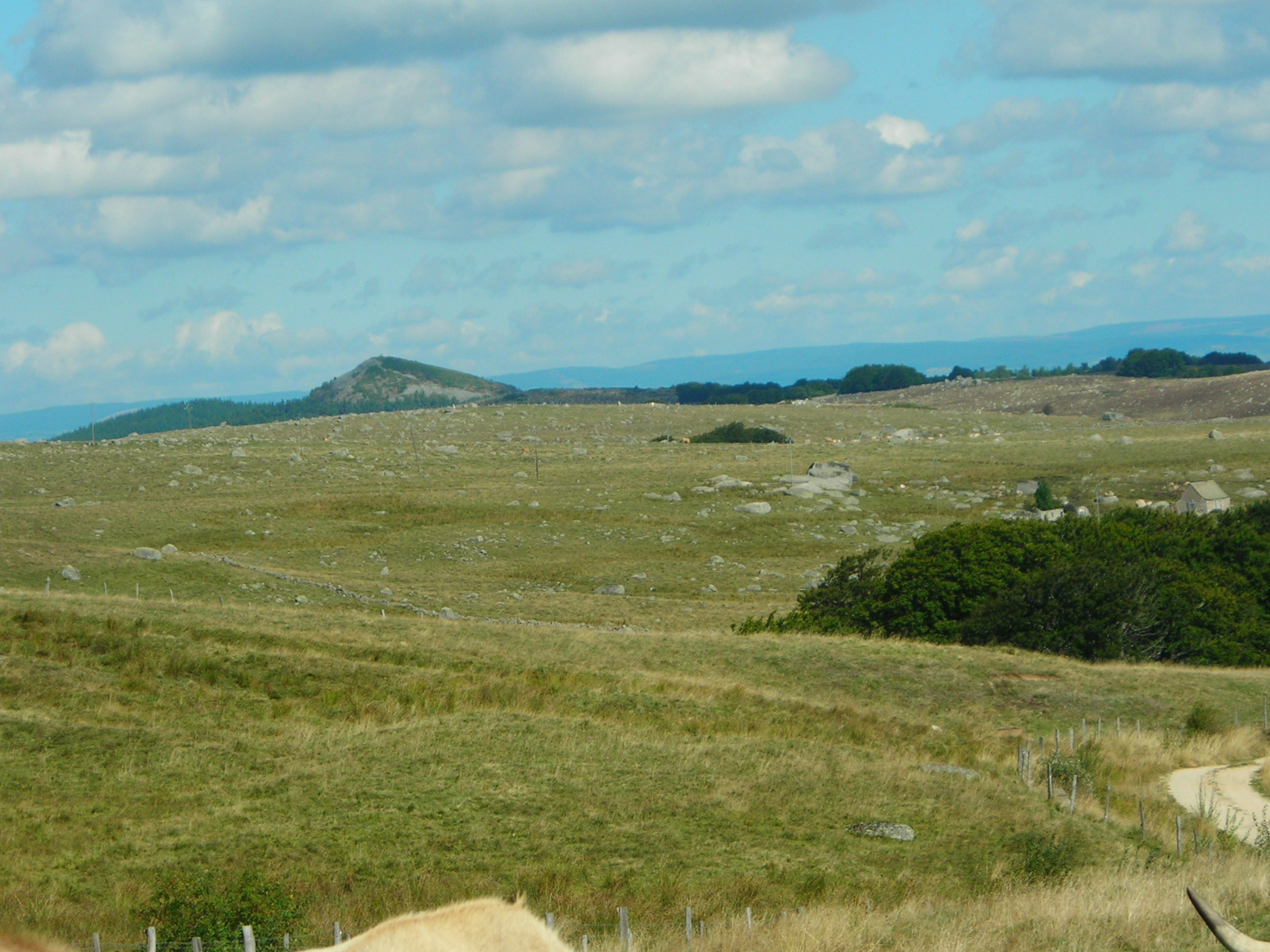